# Phonicosia circinata
Phonicosia circinata är en mossdjursart som först beskrevs av William MacGillivray 1869.  Phonicosia circinata ingår i släktet Phonicosia och familjen Lacernidae. Inga underarter finns listade i Catalogue of Life.